# Канту (царство)
Царство Канту — государство древних майя на территории современного западного Белиза. Образовалось в конце I века. Долгое время боролось за власть в регионе. Расцвет пришёлся на 550—650 годы. В середине IX века прекратило своё существование.

## Ранняя история
На территории будущего царства ещё в доклассический период (2000—250 г. до н. э.) располагались поселения. Около I века образуется местная элита в Ошуице (Караколь). Об этом свидетельствует начало монументального строительства. История царства в раннем классическом периоде (250—600 г. н. э.) сохранилась отрывочно. Первым известным правителем Канту был Те-Каб-Чак, упоминающийся в двух текстах позднего классического периода (600—900 г. н. э.), относящиеся к 331 и 349 годам.
С 470 по 484 год правил Как-Ухоль-Кинич I, затем в 484—514 годах его сын Яхав-Те-Кинич I, неизвестный царь с 514 по 531 и сын Яхав-Те-Кинича I Кан I с 531 по 534 год.
В в 550 году Канту признаёт превосходство Мутульского царства. В 556 году Яхав-Те-Кинич II (553—593/603) пытался завоевать независимость, но проиграл мутульскому войску. Впрочем, в 562 году Канту признаёт превосходство Канульского царства, которое нанесло поражение Мутулю.

## Расцвет
После приобретения независимости, в Канту начинается период быстрого развития. Многочисленные пустые районы были заселены. Прокладываются дороги, соединяющие провинциальные поселения со столицей. С целью продвижения земледелия было создано много искусственных водоёмов.
Также, при Яхав-Те-Киниче II укрепляются союзнические отношения с Канулем, устанавливаются династические союзы с царством Яш. Его преемником стал его сын Ти-Хун, более известный как Кнот-Ахав. Кнот-Ахав и его преемник Кан II продолжили политику своего предшественника.

## Войны с Саалем
Кан II вместе с царями Кануля Тахом-Укаб-Каком и Юкномом провёл военные компании против соседнего царства Сааль. Первая война с Саалем состоялась в 626 году, где Канту напала на территорию «Холмы Ко». Она закончилась тем, что в 631 году была взята столица Сааля Наранхо.
В 680 году Сааль напал на Канту, победив войска Как-Ухоль-Кинича II. Столица была захвачена и разграблена. Но между 680 и 682 годами Канту при поддержки Кануля и союзников нанесла Саалю ответный удар, оборвав там правящею династию.

## Пробел в истории
В период с 680 по 798 (118 лет) в Караколе не было обнаружено ни одной надписи. Это является признаком политического кризиса. Причиной «пробела», по мнению исследователей, было новое военное поражение. Об этом свидетельствует то, что ослабление Канту совпало с подъёмом его противников — Мутуля и Сааля, а также с упадком Кануля.
Из стелы 21 известно, что в 687 году правил Цяах-Как. На росписях из пещеры Нах-Тунич упоминается царь Тум-Йоль-Кинич, правивший в 794 году.

## Второй расцвет
При Кинич-Хой-Кавиле (воцарившимся в 799 году) начинается возрождение влияния царства. В столице начинают снова ставить монументы. К 800 году были покорены небольшие царства Канвицнал (Уканаль) и Биталь.
Во время правления следующего царя Кинич-Тобиль-Йопаата начинаются военные походы. В это же время заключается союз с немайяским государством, во главе которого стоял Папамалил. В 817 году Канту участвовал в войне против Кануля. Успешная военная деятельность позволила Кинич-Тобиль-Йопаату расширить влияние царства.

## Упадок
Предпоследний царь Канту — Кан III, он установил стелу 17 в 849 году.
Имя последнего известного царя Канту неизвестно. В 859 году он установил иероглифическую лестницу 10.

## Известные правители
- Те-Каб-Чак (331—349)
- Как-Ухоль-Кинич I (470—484)
- Яхав-Те-Кинич I (484—514)
- неизвестный царь (514—531)
- Кан I (531—534)
- Яхав-Те-Кинич II (553—593/603)
- Кнот-Ахав (599/603-613)
- Кан II (618—658)
- Как-Ухоль-Кинич II (658—680)
- Цяах-Как (>687>)
- Тум-Йоль-Кинич (793—798)
- Кинич-Хой-Кавиль (798—810)
- Кинич-Тобиль-Йопаат (810—830)
- Кан III (>849>)
- неизвестный царь (>859>)